# Bjarne Toft
Bjarne Toft (* 30. April 1945 in Kjeldstrup bei Thisted) ist ein dänischer Mathematiker, der sich mit Graphentheorie befasst und Hochschullehrer an der Syddansk Universitet ist.
Toft ging auf das Gymnasium in Thisted mit dem Abitur 1963. Danach studierte er Physik und Mathematik an der Universität Aarhus mit dem Kandidatenabschluss 1968. Zu seinen Lehrern gehörte Gabriel Dirac in Graphentheorie. Anschließend studierte er an der Universität Wales, der Ungarischen Akademie der Wissenschaften (1969) und dem Birkbeck College der Universität London, an dem er 1970 bei Clifford Hugh Dowker und Gabriel Dirac promoviert wurde (Some contributions to the theory of colour-critical graphs). Danach war er wieder in Aarhus und 1973 als Post-Doktorand an der University of Waterloo. Ab 1974 war er Lektor an der Syddansk Universitet in Odense.
1985 und 1993/94 war er Gastprofessor an der University of Regina in Kanada und 1986 und 2001 an der Vanderbilt University.
Er befasst sich mit Graphen-Färbungen, worüber er ein Lehrbuch schrieb. Unter anderem befasste er sich mit Hadwigers Vermutung.
Toft befasste sich auch mit Geschichte der Graphentheorie, zum Beispiel mit Julius Peter Christian Petersen. 2019 veröffentlichte er mit Ryan B. Hayward ein Buch über die Geschichte des Brettspiels Hex.

## Schriften (Auswahl)
- mit C. Thomassen: Non-separating induced cycles in graphs, Journal of Combinatorial Theory, Series B, Band 31, 1981, S. 199–224
- mit M. D. Plummer: Cyclic coloration of 3-polytopes, Journal of Graph Theory, Band 11, 1987, S. 507–515
- mit Tommy R. Jensen: Graph Coloring Problems, Wiley, Interscience 1995
- A survey of Hadwiger's conjecture, Congressus Numerantium, 1996, S. 249–283
- mit D. Hanson, C. O. M. Loten: On interval colourings of bi-regular bipartite graph, Ars Combinatoria, Band 50, 1998, S. 23–32
- mit T.R. Jensen: 25 pretty graph colouring problems, Discrete Math., Band 299, 2001, S. 167–169.
- mit  M. Stiebitz, M.D. Plummer: On a special case of Hadwiger's Conjecture, Discussiones Mathematicae Graph Theory, Band 23, 2003, S. 333–363.
- mit M. Stiebitz, D. Scheide, L. M. Favrholdt: Graph edge coloring: Vizing's theorem and Goldberg's conjecture, Wiley 2012